# Ribbed
Ribbed is het derde studioalbum van de Amerikaanse punkrockband NOFX. Het album werd uitgegeven op 26 maart 1991 door Epitaph Records.

## Tracklist
Alle nummers geschreven door Fat Mike, behalve "Together On The Sand", dat geschreven is door Steve Kidwiller.
1. "Green Corn" - 1:44
2. "The Moron Brothers" - 2:26
3. "Showerdays" - 2:10
4. "Food, Sex & Ewe" - 1:47
5. "Just The Flu" - 2:03
6. "El Lay" - 1:14
7. "New Boobs" - 3:27
8. "Cheese/Where's My Slice" - 2:16
9. "Together On The Sand" - 1:11
10. "Nowhere" - 1:34
11. "Brain Constipation" - 2:24
12. "Gonoherpasyphilaids" - 1:43
13. "I Don't Want You Around" - 1:39
14. "The Malachi Crunch" - 2:53

## Personeel
- Fat Mike - zang, basgitaar
- Eric Melvin - gitaar
- Steve Kidwiller - gitaar, zang op "Together On The Sand"
- Erik Sandin - drums
- Jay Bentley - achtergrondzang
- Mark Curry - achtergrondzang
- Brett Gurewitz - producer